# Glass Onion
A Glass Onion az angol rockegyüttes, a The Beatles dala az 1968-as azonos címet (vagy ismertebb nevén Fehér Album) viselő dupla albumról. A dalt John Lennon írta, és Lennon–McCartney szerzeményként hivatkoznak rá.

## A dal szövege
Lennon azért írta a dalt, hogy megzavarja az embereket, akik túl sokat gondoltak a Beatles-dalok szövegeinek mélyebb jelentésében, ami bosszantotta őt. Sok sor hivatkozik korábbi Beatles-dalokra, köztük említésre kerül a Strawberry Fields Forever, az I Am the Walrus, a Lady Madonna, a The Fool on the Hill és a Fixing a Hole. A dal utal a Cast Iron Shore helyre is, amely Liverpool déli partvidéke és a helyiek csak The Cazzy néven ismernek. Lennon később tagadta, hogy a titokzatos dalszöveg mélyebb értelmezését tartalmazna:
"Bedobtam a sort – „The Warlus was Paul” –, csak hogy még jobban összezavarjak mindenkit. Lehetett volna az is, hogy a foxterrier Paul volt. Úgy értem, ez csak egy kis költészet. Nevettem, mert annyi bikkfanyelvvolt a Sgt. Pepperr albummon – játsszuk visszafelé, és fejre állsz, meg minden."
A Glass Onion nevet Lennon-nak javasolta az Iveys együttes, amely 1968-ban szerződött az Apple céghez és később Badfinger néven váltak ismertté.

## Rögzítés
A dal egyike volt azoknak, amelyeket demóként vettek fel George Harrison esher-i otthonában 1968-ban,még a stúdiómunka előtt. Az Esher demó először az 1996-os Anthology 3 válogatásalbumon jelent meg, majd később a The Beatles album 2018-as deluxe kiadásán is jelent meg. Az Anthology 3 tartalmazott egy alternatív verziót is, amely a vonós hangszerelés helyett különféle csörömpölést lehetett hallani.
Ez az első olyan szám az albumon, amelyen Ringo Starr dobolt. Starr rövid időre elhagyta az együttest az album felvételei során, és Back in the U.S.S.R., valamint a Dear Prudence esetében is Paul McCartney játszott a dobok mögött.

## A dal öröksége
A megjelenés 50. évfordulójával egy időben Jacob Stolworthy, a The Independent munkatársa a 10. helyre sorolta a dalt a The Beatles 30 számának rangsorában. A dalról így írt: "Lennon a szemtelen oldalát a Glass Onion-nal ölelte át, egy önmagára utaló számmal, amely szimbolikusnak tűnik. Ehelyett azt a célt szolgálta, hogy rávegye a rajongókat arra, hogy azt higgyék, dalaik többet jelentenek, mint amennyit valójában." Az album 50. évfordulója alkalmával Alasdair Brotherston és Jock Mooney egy videoklipet készített a dalhoz.
A dal névadóként szolgált a 2022-es Tőrbe ejtve – Az üveghagyma című filmnek, és a dal hallható a film stáblistája alatt.

## Közreműködött
Ian MacDonald szerint:
- John Lennon – duplázott ének, akusztikus gitár
- Paul McCartney – basszusgitár, zongora, furulya
- George Harrison – szólógitár
- Ringo Starr – dob, csörgődob
- Chris Thomas – hangmérnök (?)
- George Martin – vonós hangszerelés, beleértve:
  - Henry Datyner – hegedű
  - Eric Bowie – hegedű
  - Norman Lederman – hegedű
  - Ronald Thomas – hegedű
  - John Underwood – brácsa
  - Keith Cummings – brácsa
  - Eldon Fox – gordonka
  - Reginald Kilby – gordonka

## Fordítás
Ez a szócikk részben vagy egészben  a   Glass Onion (song) című angol Wikipédia-szócikk fordításán alapul.  Az eredeti cikk szerkesztőit annak laptörténete sorolja fel. Ez a jelzés csupán a megfogalmazás eredetét és a szerzői jogokat jelzi, nem szolgál a cikkben szereplő információk forrásmegjelöléseként.

## Forrás
- Bánosi György – Tihanyi Ernő: Beatles zenei kalauz. Az együttzenélés és a szólóévek. 1958–1999. Budapest: Anno Kiadó, 1999. ISBN 963-853-895-3
- Corinne Ullrich: John Lennon; ford. Deréky Géza; Magyar Könyvklub, Budapest, 2001. ISBN 963-547-434-2
- Ian MacDonald: A fejek forradalma. A Beatles és a hatvanas évek. (ford. Révbíró Tibor) Budapest: Helikon Kiadó, 2015. ISBN 978-963-227-468-3
- Molnár Imre–Molnár Gábor: Halhatatlan Beatles. Lírai monográfia; magánkiadás, Budapest, 2001. (újrakiadás) ISBN 963-500-451-6

## Külső hivatkozás
Allan W. Pollack megjegyzései a Glass Onion dalhoz